# スカイラブ計画
スカイラブ（Skylab）は、1973年から1979年まで地球を周回した、アメリカ合衆国が初めて打ち上げた宇宙ステーションである。ラブは「laboratory」（実験室）の略で、直訳すると「空（そら）の」「実験室」であるように、主として、宇宙開発の基礎となる実験や地球観測や長時間の無重量環境を必要とするような自然科学や科学技術の実験に使われた。
この間、1973年5月から1974年2月にかけ3度にわたって宇宙飛行士が滞在し、アメリカの宇宙機関NASAによる様々な研究や太陽観測、システムの開発などが行われた。機体はサターン5型ロケットの第三段S-IVBを改造して製造され、総重量は68.175 トンであった。それぞれの飛行ではアポロ司令・機械船を搭載したサターン5型より小型のサターンIBロケットが、一度に3名の宇宙飛行士を送り届けた。最後の2回の飛行では予備のアポロ宇宙船を載せたサターンIBが地上に待機し、緊急時に軌道上にいる飛行士を救出するのに備えていた。
機体は発射された直後からトラブルに見舞われた。微小隕石保護シールドが空気抵抗により軌道実験室から脱落し、その結果2枚あった太陽電池のうちの1枚が引きちぎられ、残る1枚も展開できなくなった。これにより電源の大部分が奪われ、また強烈な太陽光からも機体を保護できなくなってしまった。一時は計画そのものの実行も危ぶまれたが、第一次飛行の飛行士らは史上初となる宇宙空間における修理作業を行い、代替の熱保護シールドをかぶせ引っかかっていた太陽電池を展開させるなどした結果、システムを回復させることに成功した。
機体には、マルチスペクトルで太陽観測を行うアポロ搭載望遠鏡 (Apollo Telescope Mount)、二つのドッキング口を持つ複合ドッキングアダプター、船外活動用のハッチがついた気密室、軌道実験室、居住空間などが搭載されていた。電力は太陽電池と、アポロ宇宙船の燃料電池から供給された。また機体後部には巨大な廃棄物貯蔵タンクや、姿勢制御ロケットのための燃料タンク、放熱器などがあった。
稼働中には多数の科学実験が行われ、中でも太陽のコロナホールの存在はスカイラブによって初めて確認された。地球資源実験装置群 (The Earth Resources Experiment Package, EREP) は可視光線、赤外線、マイクロ波などを使用したセンサーで地球を観測し、データを記録した。さらに数千枚の写真が撮影され、また人間の宇宙における滞在時間の記録はソビエト連邦のソユーズ11号の乗組員がサリュート1号で達成した23日間から、スカイラブ4号の乗組員により84日間にまで更新された。
スペースシャトルを使用して軌道を上昇させて修理し、改装して再使用する計画も立てられたが、シャトルの開発が遅れたためかなわなかった。機体は1979年に大気圏に再突入し、無数の破片に分解して西オーストラリア州に落下した。
スカイラブ以降のNASAの宇宙ステーション計画は、スペースラブ、シャトル・ミール計画、フリーダム宇宙ステーション (後に国際宇宙ステーションに統合される) などによって継承された。

## 背景

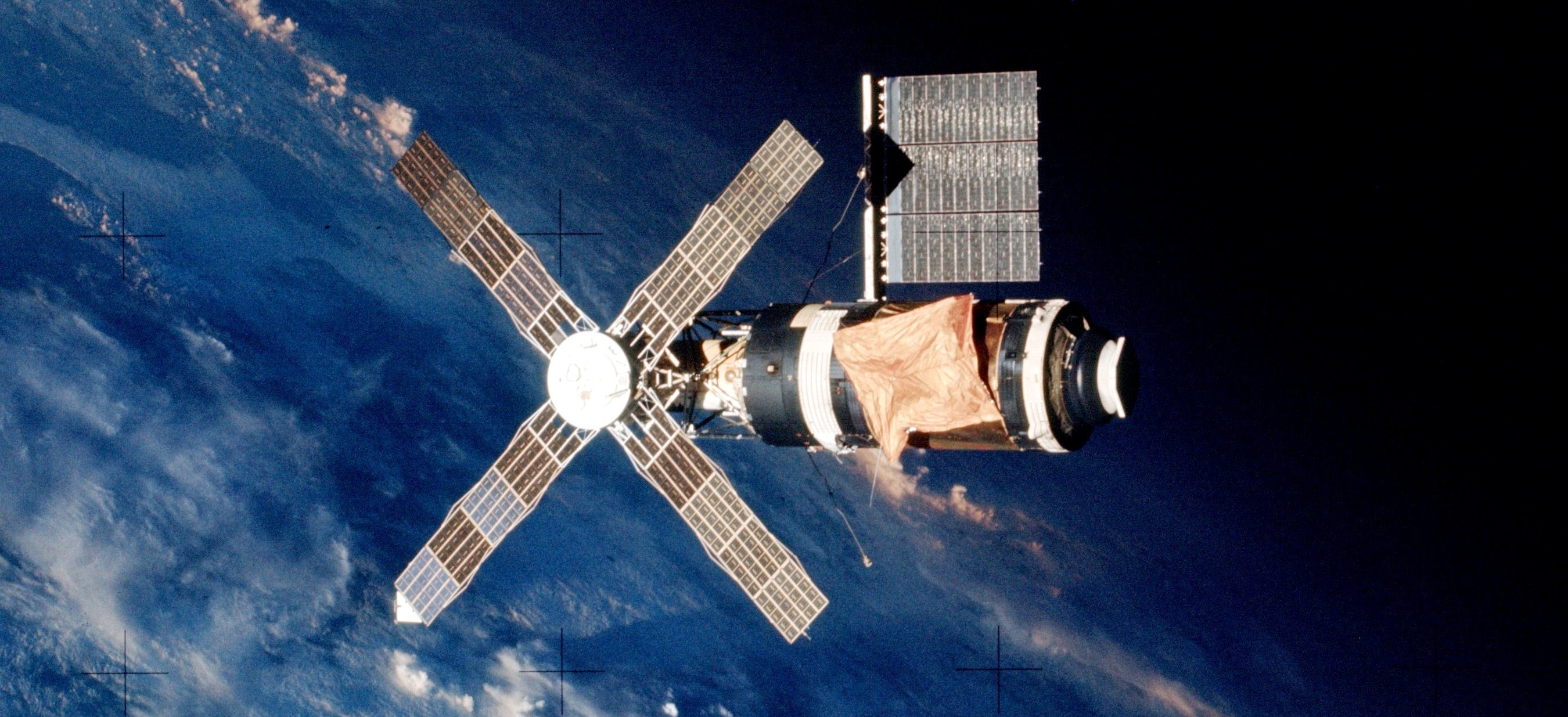
スカイラブ2号が撮影したスカイラブ本体

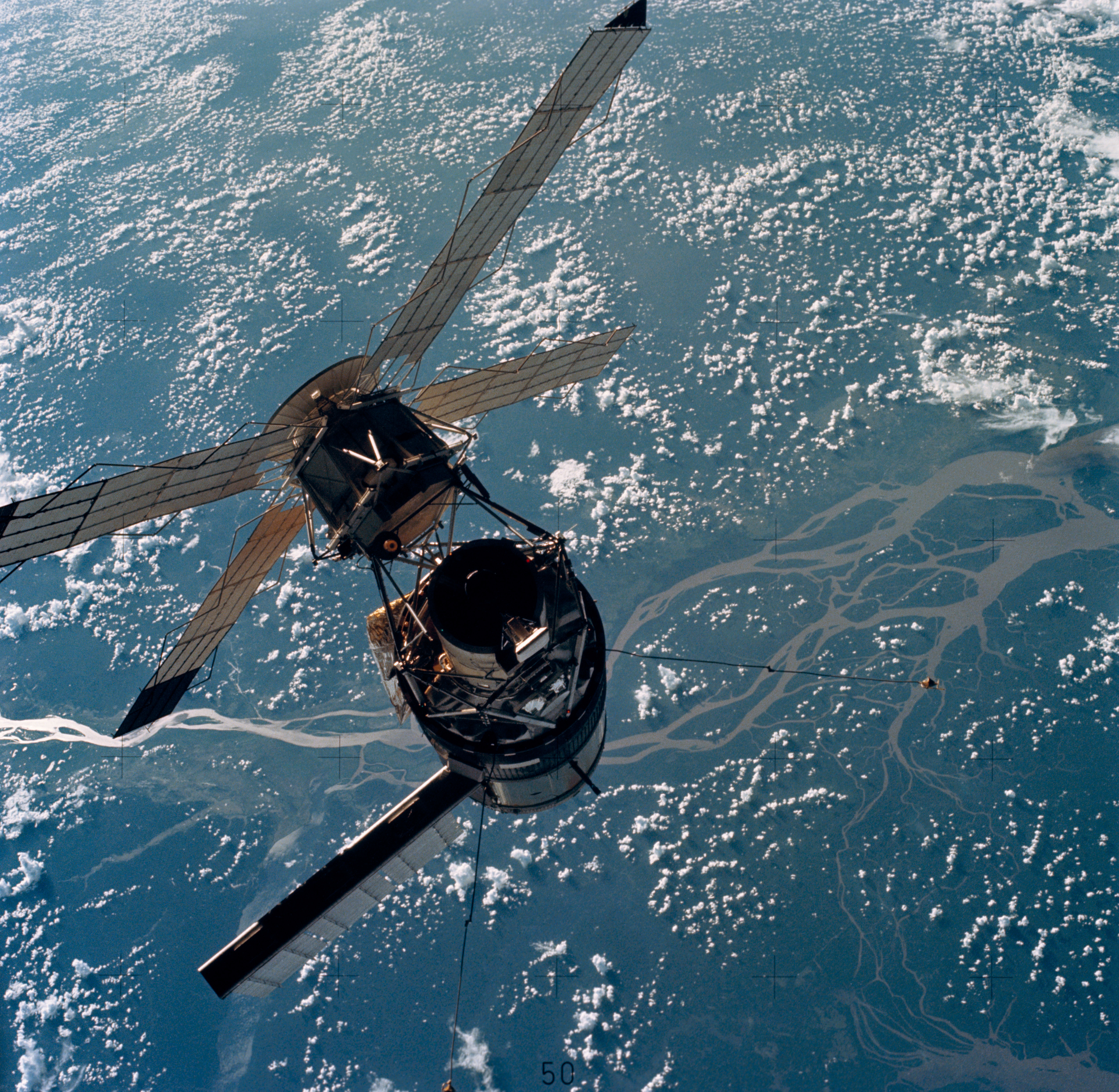
スカイラブ本体の接近画像。ハッセルブラッド社製70mm携帯カメラで、100mmレンズとSO-368 Ektachrome中速フィルムを使用して撮影

ロケット技術者ヴェルナー・フォン・ブラウンとSF作家のアーサー・C・クラーク、および他の有人宇宙飛行に対する初期の賛同者らは1960年代までに、宇宙ステーションは宇宙開発の初期段階における重要なステップになるであろうと予想していた。ブラウンは1952年から1954年にかけ、雑誌コリヤーズ (Collier's) で連載された「人類はまもなく宇宙を征服する！ (Man Will Conquer Space Soon!)」という題名の一連の感化的な記事の作成に参加していた。彼の構想は直径75メートルの巨大なリング型のステーションを回転させ、それによって人工重力を発生させるというものであった。またそれを軌道上で建設するためには、重量6,500トンの複数のスペースシャトルが必要になるとされた。ステーションに滞在する80名の乗員の中には、望遠鏡を操作するための天文学者、地上の天候を予想するための気象学者、偵察活動を実行するための軍人などが含まれた。またブラウンは、将来的な月や火星への探査はこのステーションを拠点にして行われると予想した:2–5。
その後トランジスター、太陽電池、遠隔測定法などが発達したことにより、1950年代から1960年代初頭にかけ、無人の人工衛星が雲の様子や敵国の核兵器の開発の状況などを撮影して地上に送ることが可能になった。これにより、上記の目的で巨大なステーションを建設することはもはや不要になった。またアメリカのアポロ計画も、ステーションを拠点に軌道上で月に向かう機体を製造するという方式は選択しなかった。一方で科学的目的においては、1機のロケットで打ち上げられるようなより小型のステーションは依然として検討する価値を残していた:55–60。

### 初期の研究
1959年、ブラウンはアメリカ陸軍弾道ミサイル局の開発実行部長として、陸軍に彼のホライゾン計画 (Project Horizon) の最終案を提出した。同計画の最終目標は人間を月に送ることであり、これは間もなく当時設置が急がれていたNASAに引き継がれた。月飛行計画に尽力する一方で、ブラウンはホライゾンの上段を使用して軌道実験室を建設する計画についても詳細を詰め:23、これが後にスカイラブの構想として使用されることになった:9。1960年代初頭には、NASAの中枢部のいくつかの部門ではさまざまな宇宙ステーションの方式が検討されていた。研究ではサターン5型を使用して拠点を打ち上げ、その後に飛行士を乗せたアポロ司令・機械船:10をサターンIBで打ち上げるか、あるいはタイタンIIでジェミニ宇宙船:14を打ち上げる方式が多くの者に注目されており、貨物物資が必要とされない場合においては後者のほうがはるかに経費が少なくてすんだ。提案の中には、2人か3人が滞在するアポロを基本にしたものや、4人が滞在しジェミニによって補給される小さな「円筒」形のものから、約5年の稼働期間で24人が滞在し、回転して重力を発生させる巨大なものまでが含まれていた:13–14。サターン5型の第三段S-IVBを有人の実験室として使用する研究案は、1962年にダグラス・エアクラフト社によって文書化された。

### 空軍案
国防総省とNASAは、宇宙開発の多くの分野で密接な協力関係にあった:198–202。1963年9月、NASAと国防総省は宇宙ステーションの建設で協力することに合意した:17。一方で国防総省は独自の有人施設を要求し:203、同年12月には有人軌道実験室 (Manned Orbital Laboratory, MOL) 計画を発表した。MOLは小型の宇宙ステーションで、2名の搭乗員が大型の望遠鏡を使用して偵察写真を撮影することを主な目的としていた。このステーションはタイタンIIの上段と同じ直径のもので、ジェミニを改造した宇宙船を上に載せ、有人で発射されることになっていた。また宇宙船の底には耐熱保護板をくり抜いてハッチが設けられており、飛行士らはそこを通ってステーションに移動した:17–19。MOLは次の5カ年の予算の獲得をNASAと競合し:15、政治家や他の役人らはしばしばNASAがMOL計画に参加するか、あるいは国防総省の設計を使用するよう提案した:203。軍事計画の都合上、MOLと似通ったものにならなくなるようにするためNASA案には変更が加えられた:17。

## 開発

### アポロ応用計画
NASA上層部は仮に月面着陸が計画どおり1969年に達成されたら、その後アポロ計画に関わった40万人の労働者が失われる事態になり得ることを懸念していた:20,22。1960年代を通してNASAのマーシャル宇宙飛行センターの長官だったフォン・ブラウンは、彼の大型宇宙ステーション案が却下された後、より小さなステーションを建設することを主張した。その理由は、サターンロケットの開発がアポロ計画の中では比較的早く完了してしまうことになるため、開発に携わった関係者らにロケット開発の先に労働の機会を与えることをブラウンが望んだためであった:61。NASAは「アポロ補給システム研究室」を立ち上げた。同研究室の当初の目的は、アポロの機器を科学的な計画のために改良するさまざまな方法を研究することであり、2機のサターン5型ロケットの発射が必要とされる月面延長滞在計画、月着陸船を基礎にした「月面トラック」、着陸船を乗員室として使用する大型の有人太陽望遠鏡、着陸船や司令・機械船を基礎にさまざまな機器を使用した小型の宇宙ステーションなどの、科学的研究に直結するいくつかの計画が提案された。当初これらの研究は宇宙ステーションには特に注目してはいなかったが、1965年8月に研究室は「アポロ応用計画」と名称が改められ、次の2年間でこの役割にますます専念することになった:20。
1964年8月、ジョンソン宇宙センターはその全般的な業務の一部として、「アポロ拡張計画」(略称『アポロX』) として知られる使い捨て式の実験室の案を提示した。「アポロX」では、S-IVBの上に搭載される着陸船が、アポロ宇宙船の機械船の部分よりもわずかに大きい小型の宇宙ステーションに置きかえられることになっていた。またその内部には、15日から45日間の飛行で必要とされる消耗品や実験機器が搭載された。この研究を基礎として、次の6ヶ月間にいくつかの異なる飛行の概要が検討された。

### 湿式作業室

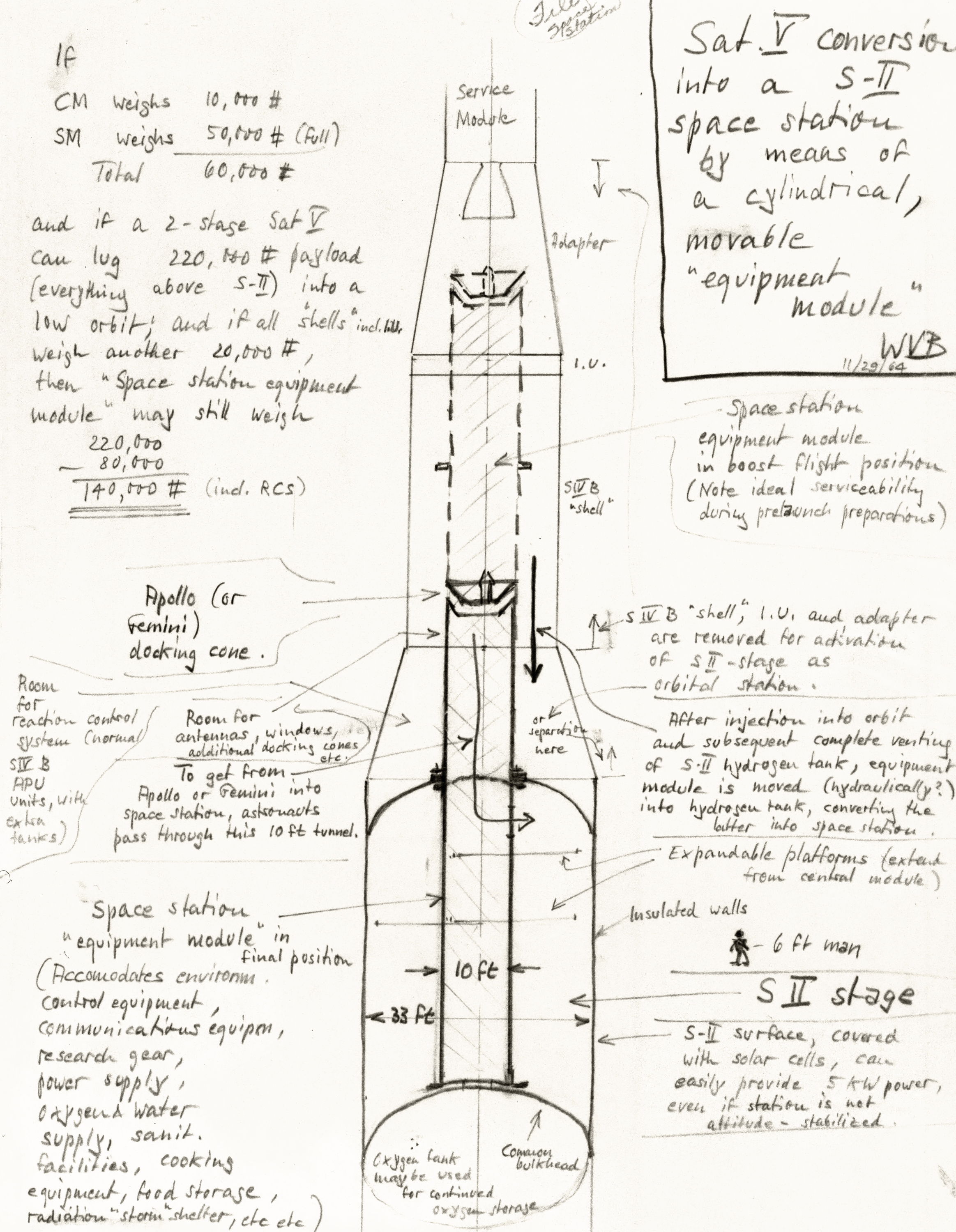
フォン・ブラウンが描いた、サターン5型の上段を改造した宇宙ステーションの下絵。1964年

1964年11月、フォン・ブラウンはサターン5型ロケットの第二段S-IIを使用してはるかに大型のステーションを建設するという、より野心的な提案をした。彼のプランでは、第三段S-IVBは隔壁に置きかえられていた。この隔壁は主としてその上に搭載される司令・機械船との接続部として使用され、またその内部には直径3メートルの円筒形の装置部があった。軌道に到達するとS-IIはタンクの中に残った燃料の液体水素をすべて放出し、その後装置部が大きな点検ハッチを通して液体水素タンクの中にスライドして、ステーション全体の「背骨」を構成するようになっていた。また装置部と外壁の間の空間は、幅10.1×高さ13.7メートルという非常に大きな居住区画となった (右図参照)。この構想は使用中の燃料タンクを改造するというものであったため、「湿式作業室 (ウェット・ワークショップ)」方式として知られるようになった。また電力はS-IIの外壁に貼りつけられた太陽電池から供給されることになっていた:22。
この案の問題の一つは、ステーションを打ち上げるために専用のサターン5型ロケットが必要になるということであった。この提案がなされた当時、月面着陸を成功させるためには当時製造が契約されていたサターン5のうちの何機が必要になるのかが明らかになっていなかった。その後着陸船や司令・機械船の試験のために予定されていた地球周回飛行のいくつかが中止されたことで数機のサターンIBが使用可能になり、さらなる検討作業が重ねられた結果、サターンIBの第二段として発射されるS-IVBを基礎にして、より小型の「湿式作業室」を作るというアイデアが生み出された。
S-IVBをベースにしたステーションは、1965年の半ば以降マーシャル宇宙センターでいくつかの案が検討され、これらは最終的に実現されたスカイラブの姿とかなり似通ったものとなっていた。それによれば液体水素タンク上部の、本来は月着陸船が格納される部分には気密扉が設けられ、またタンク内部にも燃料の総量を大きく減ずることのないよう、最小限の機器が設置された。内部の床は、燃料が通過できるように金属製の細かい枠組みで作られた。さらに本体が発射された後、太陽電池、装置部、ドッキング機構、様々な実験装置など、追加の設備をサターンIBが送り届けることになっていた。S-IVBの製造企業であるダグラス・エアクラフト社は、これらの線に沿って提案を準備するよう依頼された。同社はサターンI型ロケットの第二段S-IVがS-IVBに置きかえられる数年前から、すでにS-IVを基にしたいくつかのステーションの案を提出していた。

初期の「湿式作業室」型スカイラブ案

1966年4月1日、マーシャル宇宙センターはダグラス、グラマン、マクドネル社に対し「使用済サターンS-IVB実験補助区画」の名称で、使用済みのS-IVBを改造することに関する契約書を送付した:30。宇宙飛行士らは5月、宇宙空間で水素タンクを空にすることへの懸念を表明したが、7月の下旬には「軌道作業室」がアポロ計画AS-209の飛行の一部として発射されることが発表された。AS-209は元来、司令・機械船を地球周回軌道で試験する飛行のひとつであり、2機のサターンI型で司令・機械船と飛行士を打ち上げるAAP-1とAAP-2がこれに続くことになっていた。
MOL (有人軌道実験室) は依然としてアポロ応用計画と予算の獲得を競争し合っていたが、一方で二つの計画は技術面で協力関係にもあった。NASAは実験機器をMOLに搭載して飛行させることや、高価なサターンIBのかわりにタイタンIIICロケットを使用することも考慮していたが、関係機関は空軍案のステーションは大きさが不十分であり、またアポロの機器をタイタン用に改造するのは時間と費用がかかりすぎると判断した:45–48ため、1969年6月、国防総省はMOL計画を破棄した:109。

### 乾式作業室
設計作業はその後2年にわたって続けられたが、このころはNASAの予算が削減される時期に当たっていた(たとえばNASAは1967年の会計年度でアポロ応用計画のために4億5000万ドルを獲得しようとしたが、実際に得ることができたのは4200万ドルだった) :64–65。1967年8月、関係機関はアポロ応用計画で審査されていた、月面地図の作成や月面基地の建設計画がキャンセルされたことを発表した。残されたのは地球周回計画、すなわち軌道作業室とアポロ搭載望遠鏡による太陽観測のみであった。
1968年12月、サターン5型の3度目の飛行でアポロ8号が成功したことにより、サターン5の1機で乾式作業室を打ち上げる余裕が出てきた:66。その後、本来はアポロ18号から20号となる予定だった月飛行が同様にキャンセルされたため、3機のサターン5をアポロ応用計画に回す余裕ができた。これによりブラウン博士の元々の案だった、第二段S-IIを基礎にしたステーションを開発することが可能になったはずだが、このころにはすでにS-IVを元にした設計に関して、多くの作業がこの基本線に沿って続けられていた。余分な力が利用可能になったことで、湿式作業室はもはや必要がなくなった:109–110。サターン5の第一段S-ICと第二段S-IIは、内装がすでに準備された「乾式作業室」を、軌道に直接打ち上げることが可能だったのである。
| 機器                     | 質量 (単位：キログラム) | 居住空間容積 (単位：立方メートル) | 全長 (単位：メートル) | 直径 (単位：メートル) |
| ------------------------ | ----------------------- | --------------------------------- | --------------------- | --------------------- |
| 貨物隔壁                 | 11,000                  | —                                 | 17.1                  | 6.6                   |
| アポロ搭載望遠鏡         | 10,100                  | —                                 | 4.5                   | 3.4                   |
| 複合ドッキング接続器     | 5,400                   | 32.0                              | 5.3                   | 3.2                   |
| 気密室                   | 22,000                  | 17.4                              | 5.4                   | 3.2                   |
| 機器部                   | 2,100                   | —                                 | 0.91                  | 6.6                   |
| 軌道作業室               | 28,300                  | 302.0                             | 14.7                  | 6.6                   |
| スカイラブ部分総量       | 68,200                  | 351.6                             | 25.1                  | 6.6                   |
| アポロ司令・機械船       | 14,000                  | 5.9                               | 11.0                  | 3.9                   |
| アポロ宇宙船を含めた総量 | 82,200                  | 357.6                             | 36.1                  | 6.6                   |

### 居住性

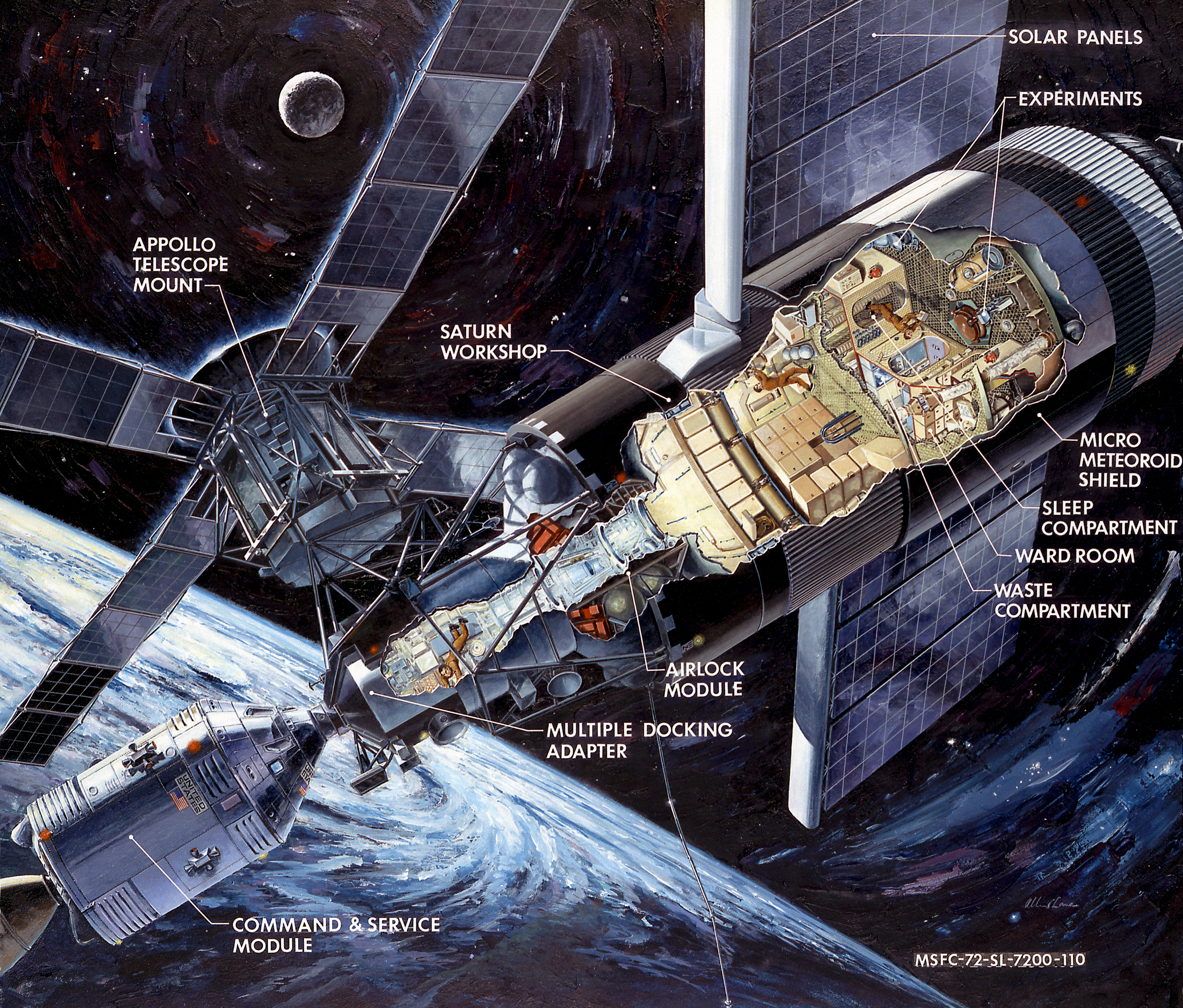
アポロ宇宙船とドッキングしたスカイラブの解剖図 (計画)

乾式作業室方式を選択したことは、ステーション内部の設計の簡略化につながった:130。工業デザイン企業のレイモンド・ローウィやウィリアム・スネイス (William Snaith) らは、飛行士の食事や休養のためにたとえば戦艦の上級士官室のような空間を提供したり:133–134、地球や宇宙を眺めるための窓を設けたりすることで居住性や快適性を強調することを推奨したが、一方でスカイラブ計画に参加していた飛行士らは、デザイナーたちが船内の配色などのようなものにまで焦点を当てたりすることには懐疑的だった:137。スカイラブ以前の宇宙船は、船内は狭く飛行時間も短かったため、宇宙船を設計する際において居住性に関心が払われることはなかったが、スカイラブの飛行は数ヶ月も続くことが予定された:133。そのためNASAは1969年の7月と8月に、メキシコ湾流の中を潜水艇で航海するというジャック・ピカールのベン・フランクリン計画に科学者を派遣し、6人の人間が閉鎖された空間の中でどのようにして4週間も生活するのかを学ぼうとした:139–140。
飛行士たちは、映画を見たりゲームをするための遊戯室を設置するという提案には興味を示さなかったが、読書や音楽の試聴ができるようにすることは要求した:137。食事もまた重要な項目で、初期のアポロの搭乗員らはその品質に不満を述べていた。またNASAのボランティアが地上で4日間アポロの食事で生活してみたところ、その味や中身、また固形食にしたりチューブからしぼり出したりするという形式は、不愉快で耐えられるものではないということが分かった。その点スカイラブの食事は科学的要求よりも食べやすさのほうを優先させたため、それ以前のものよりも大幅に改善された:141–142。
各飛行士にはカーテン、寝袋、ロッカーがついた、小さなクローゼットほどの個室が与えられた:82。設計者はまたシャワー:139:80やトイレ :152–158:30も設置した。特に後者は快適性を追及し、地上で検査するための尿や便のサンプルを正確に採取できるようにした:165。

### 救出船
最も緊急を要するような状況に陥った場合にも飛行士を救出することは可能で、ステーションが深刻な損傷を負った際には、飛行士はアポロ宇宙船を使用して速やかに地球に帰還した。もし宇宙船が故障した場合には、次のスカイラブの飛行で使用されるサターンIBが2名の飛行士を搭乗させたアポロ宇宙船を打ち上げ、ステーションにいる飛行士を救出することになっていた。またスカイラブには生存物資が十分に貯蔵されていたため、救出を待つため数週間以上にわたってとどまることが可能だった。

## 飛行記録

### 機体の完成から発射まで

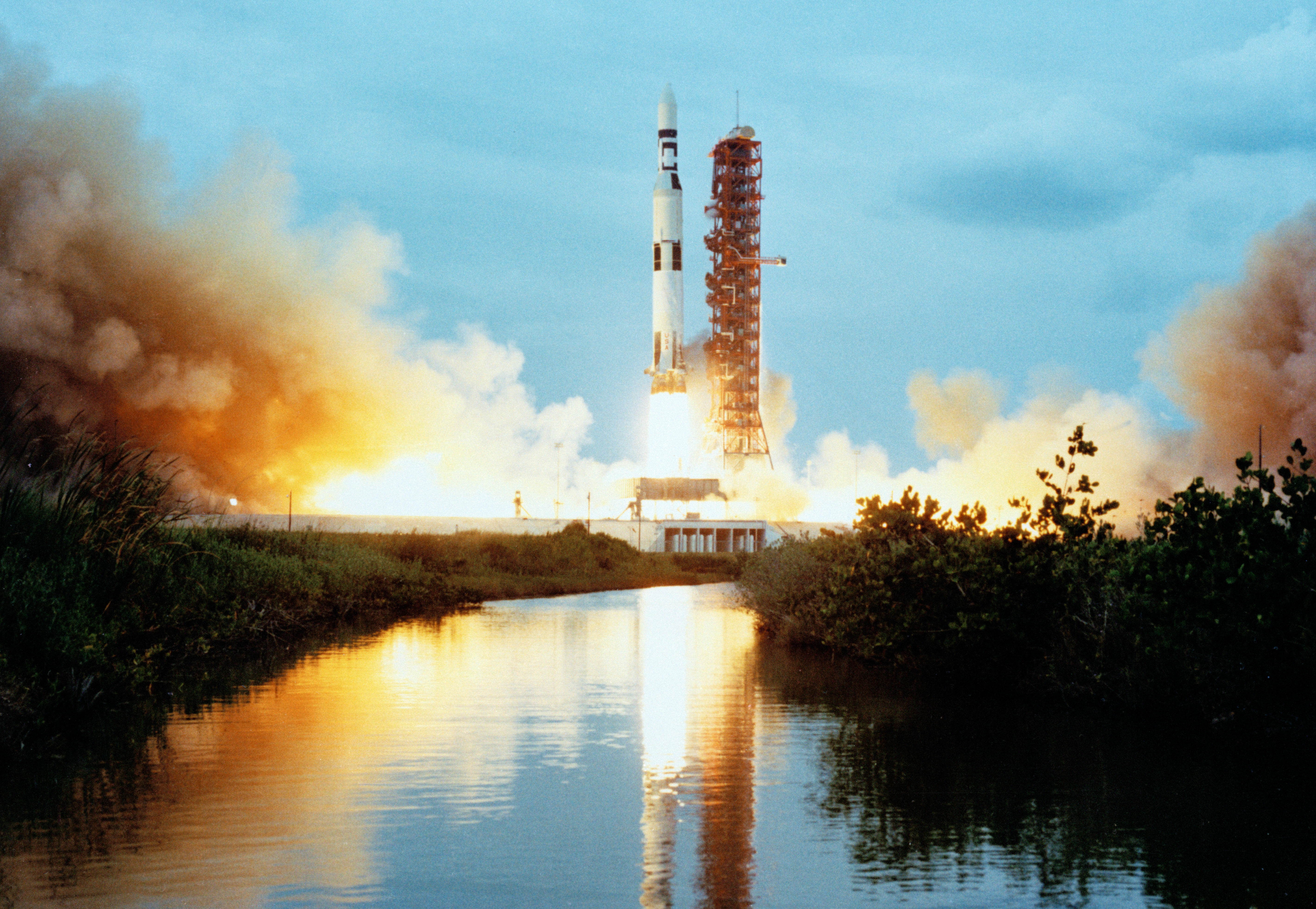
スカイラブを搭載した改造型サターン5型ロケットの発射

1969年8月8日、マクドネル・ダグラス社は現存していた2機のS-IVBを軌道実験室の仕様に改造する業務の契約を獲得した。1970年1月、S-IV実験機の1機が実物大模型製作のためマクドネル社に搬送された。同年2月、軌道実験室はNASAの公募で改めて「スカイラブ」と命名された:115。実際に打ち上げられた機体は、AS-212ロケットの上段 (S-IVB212) で使用される予定のものだった。スカイラブに搭載されたコンピューターはIBM製のSystem/4Pi TC-1と呼ばれるもので、スペースシャトルに搭載されたAP-101と同系統のものだった。サターン5は元々はアポロ計画のために作られたものだが、アポロ18、19、20号がキャンセルされたことでスカイラブの打ち上げという新たな目標が設定され、再設計が施された。なお上段部分は取り除かれたが、ロケットの誘導装置は本来の場所にそのまま置かれた。
1973年5月14日、スカイラブは改造されたサターン5によって打ち上げられた。この発射が、通常スカイラブ1号 (SL-1) と呼ばれるものである。発射から軌道到達に至るまでの過程では、深刻なトラブルが発生した。機体を微小隕石や太陽光から保護するためのシールドが空気抵抗で脱落し、二つあった太陽電池板の一つがもぎ取られたのである。残ったもう一つの太陽電池板には脱落したシールドの破片がからみつき、展開できなくなった。その結果ステーションは深刻な電力不足に陥り、問題は複雑化した:253–255。
スカイラブの発射の後、ケネディ宇宙センター第39発射施設のA発射台は閉鎖され、1979年3月に予定されていたスペースシャトルの処女飛行に向けて改造作業が行われた。スカイラブの有人飛行は、この後39B発射台から行われることになった。

### 有人飛行

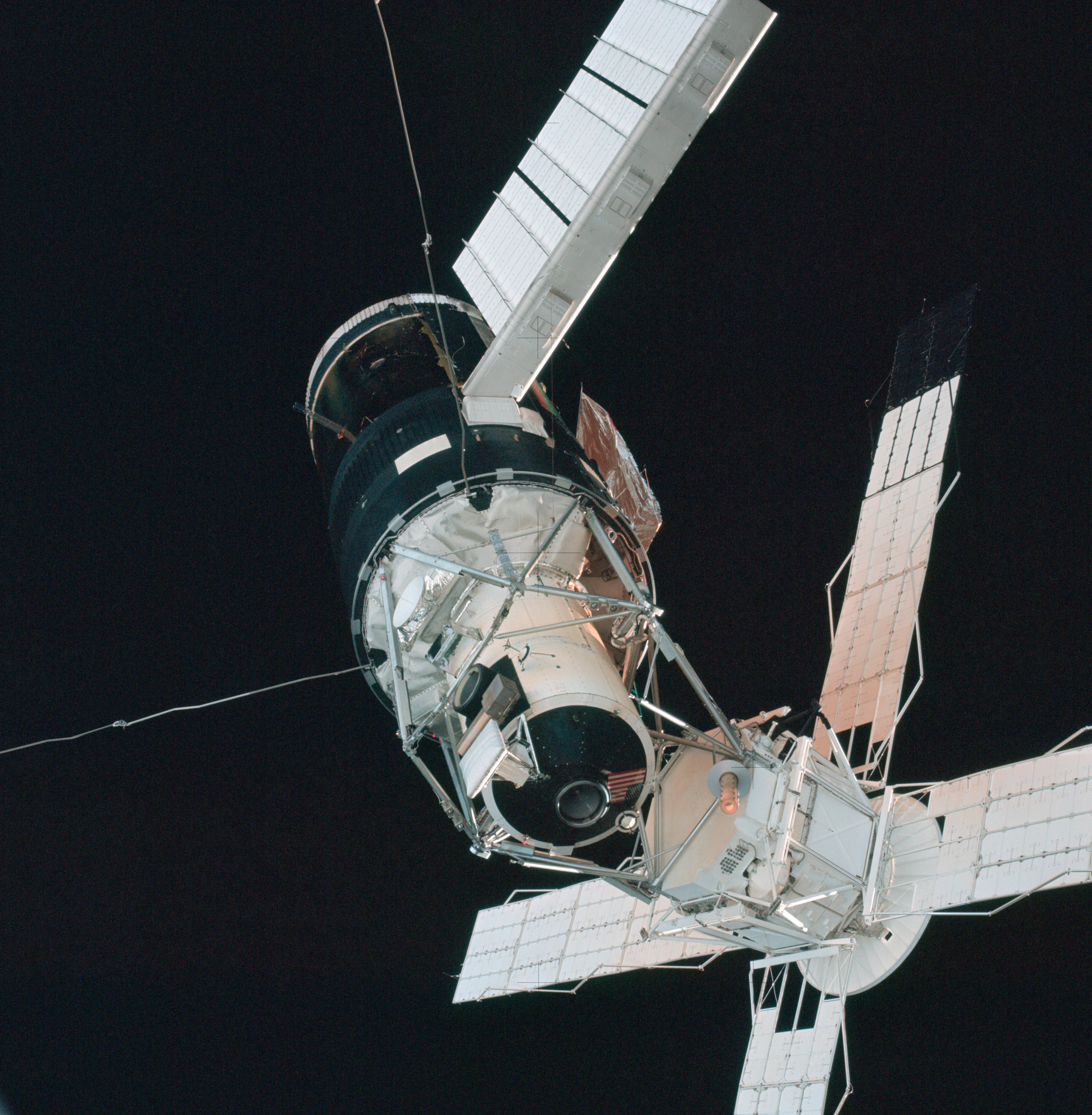
軌道を飛行中のスカイラブ。ドッキング口が見える。1973年

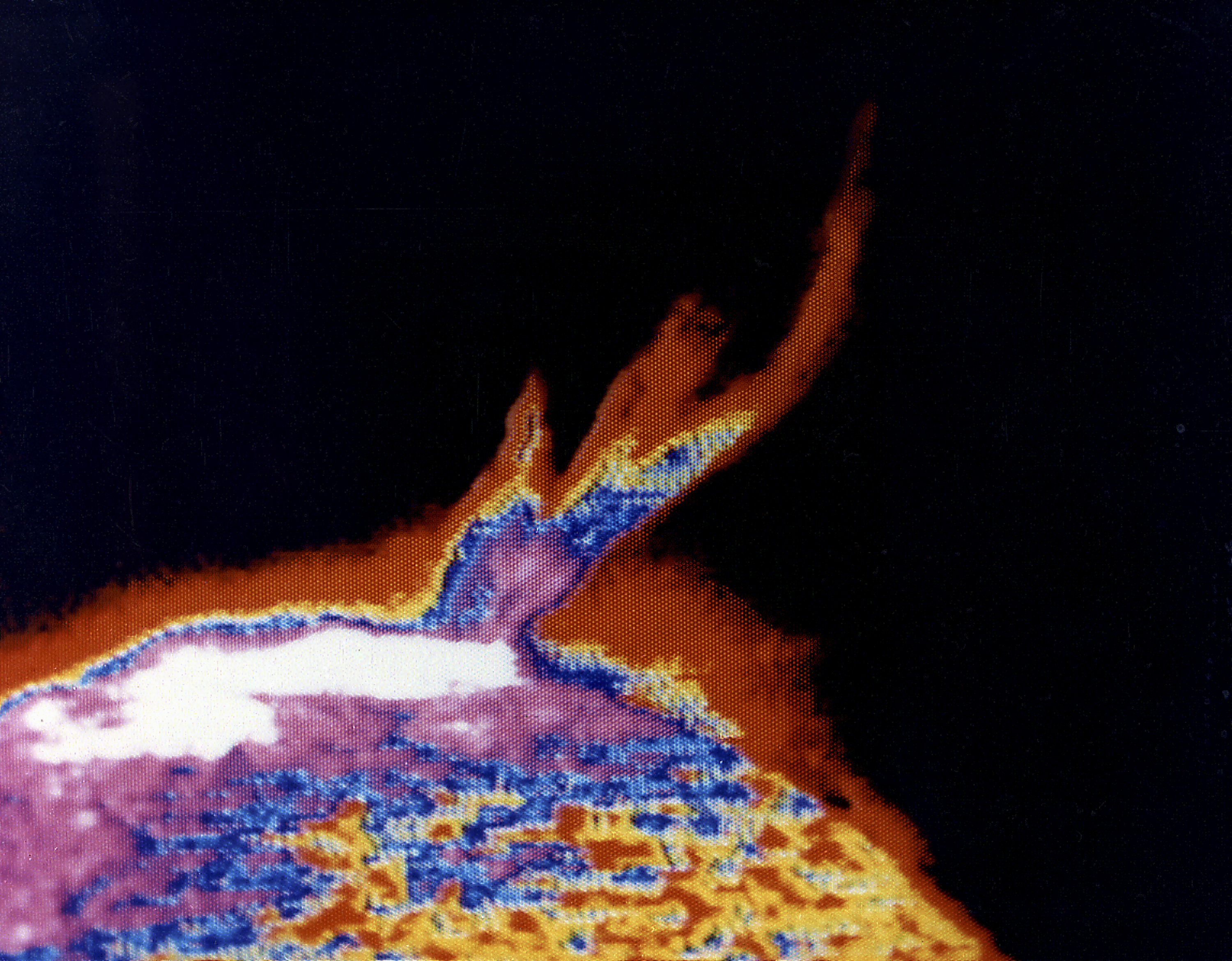
1973年8月21日にスカイラブが記録した太陽紅炎 (プロミネンス)

スカイラブでは3回の有人飛行が行われ、それぞれSL-2 (スカイラブ2号)、SL-3 (スカイラブ3号)、SL-4 (スカイラブ4号) の名称が与えられた。初の有人飛行SL-2は1973年5月25日にサターンIBで発射され、広範な修理作業が行われた。太陽熱保護シールドが失われたことにより、船内は気温が上昇しプラスチック類が溶けはじめ、有毒ガスが充満していた。飛行士らは機材放出口から傘に似た日よけを出して展開させ、船内の温度を適切なレベルにまで下げることに成功した。この解決策は、NASAで「ミスター修理屋 (Mr. Fix It)」とあだ名されていたジャック・キンズラー (Jack Kinzler) が考え出したものだった。キンズラーはこの貢献により、NASAの功労賞を受賞した。飛行士らは28日間にわたって滞在し、2回の船外活動 (extra-vehicular activity、EVA) で引っかかっていた太陽電池を展開させるなどのさらなる修理作業を行った。後続の飛行は1973年7月28日 (SL-3) と11月16日 (SL-4) に行われ、滞在期間はそれぞれ59日と84日だった。最後の飛行士が地球に帰還したのは、1974年2月8日のことであった。

### 軌道上での活動
スカイラブは、総計で171日と13時間に及ぶ3度の有人飛行の間に地球を2,476周した。滞在日数はスカイラブ2号が28日、スカイラブ3号が56日、スカイラブ4号が84日で、どれも1971年6月30日にソ連のソユーズ11号の乗組員がサリュート1号で達成した、23日間の人間の宇宙滞在記録を更新した。この間飛行士らは10回のEVAを実施し、その総活動時間は42時間16分だった。また約2,000時間に及ぶ科学と医療の実験を行い、127,000枚の太陽の写真と46,000枚の地球の写真を撮った:340。太陽観測実験では8回の太陽フレアの写真が撮影され、有益な結果を出した:155。コロナホールの存在はこれによって確認されたもので:357、科学者らはこれらは無人の宇宙機では得ることは不可能だったであろうと述べた:342–344。実験の多くは長期間の微小重力への飛行士の適合性を調査するために行われた。

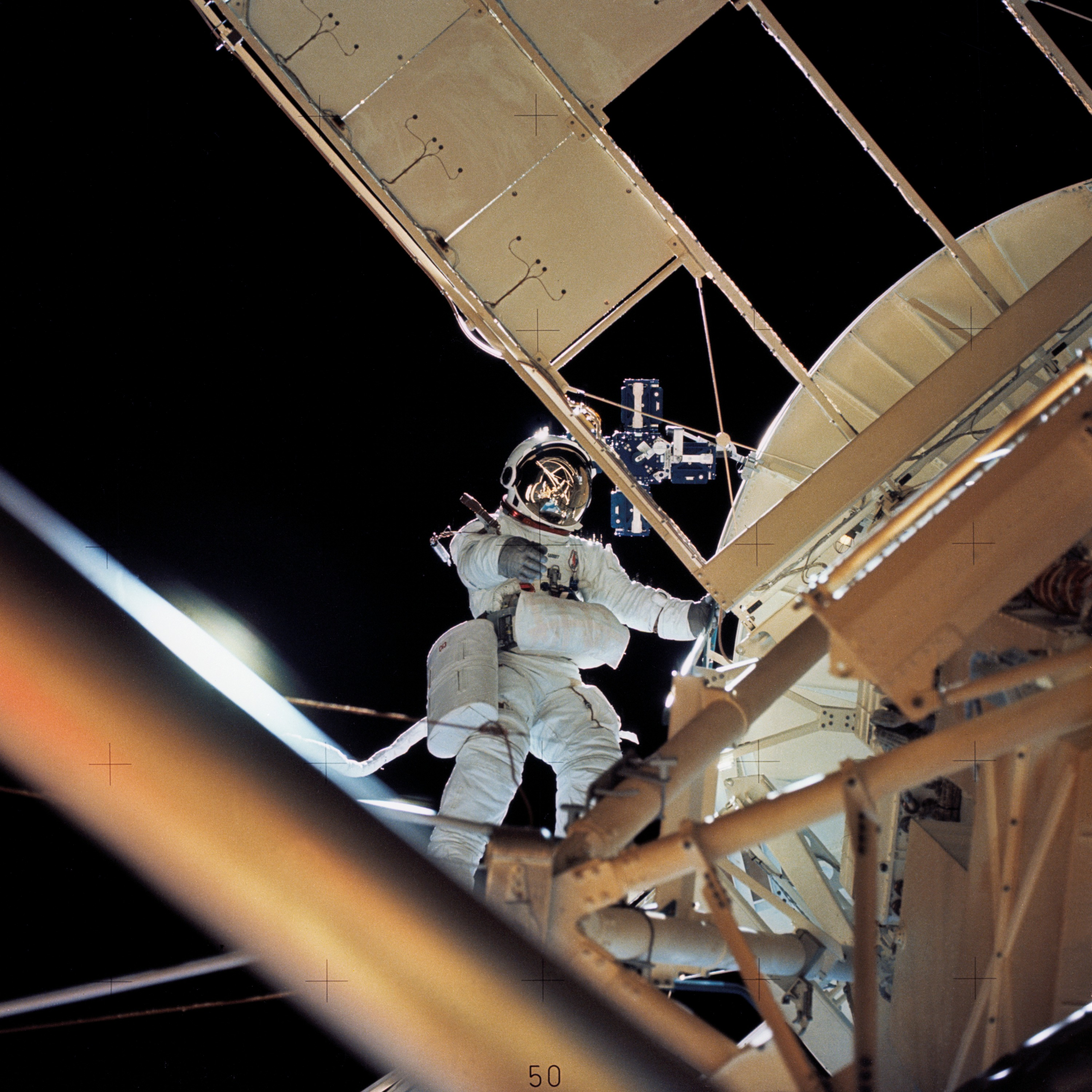
船外活動をするオーウェン・ギャリオット (Owen Garriott) 飛行士。1973年

1日は通常、米中部標準時の午前6時に始まった:307–308。トイレは小さくうるさかったが、宇宙開発初期のころの粗末な収集式のトイレを経験したことのあるベテランや、あるいは新人たちも不満は述べなかった:165,307:80。最初のころは飛行士らは一週間に一度シャワーを浴びたが、無重力状態の中で体を拭いたり余分な水滴を吸引して集めたりするのは困難であることがわかったため、後にはシャワーの代わりに一日に一度濡れタオルで体を拭くようになった。また無重力の中で靴下をはいたり靴ひもを結ぶために体を曲げると、腹筋に大きな負担がかかることも判明した:306–308。
朝食は午前7時に予定されていた。無重力状態で座った姿勢をとることもまた腹筋に負担をかけることがわかったので、飛行士らは立った姿勢で食事した。食事はアポロのころよりは大幅に改善されていたが、味が薄く内容もマンネリだと報告された。また無重力の中で食事をすると、食器や容器や食べ物のかけらが漂いだしてしまうことがあった。さらに水を飲むときに一緒に空気を飲み込むと、放屁の原因になった。朝食後には、昼食の準備、実験、試験、船体の修理などを行い、可能であれば90分間の身体運動などもした。船内には自転車などの運動器具もあり、また内壁の水タンクの上を歩いたりすることもできた。午後6時にスケジュールされている夕食のあとは、飛行士らは家事や翌日の実験の準備などをした。1日の業務指示はテレタイプ端末で地上から送られてきて、時にはその長さは15メートルにも達した。飛行士らは、睡眠時間を削らなければならなくなるほど忙しくなることもよくあった:309,334:2–7。
スカイラブの飛行は、どれも人間の宇宙滞在時間の記録を更新した。後の研究で、ステーションには十分な個室がありプライバシーも守られていたことから「飛行士にとってきわめて満足のいく居住および作業環境だった」と評された:2–4。船内には本や音楽プレーヤーに加えダーツやトランプなどの娯楽用具もあったが、飛行士にとっては窓から地球を眺めるのが最も好まれたリラックス法だった:79–80,134–135。

## 実験

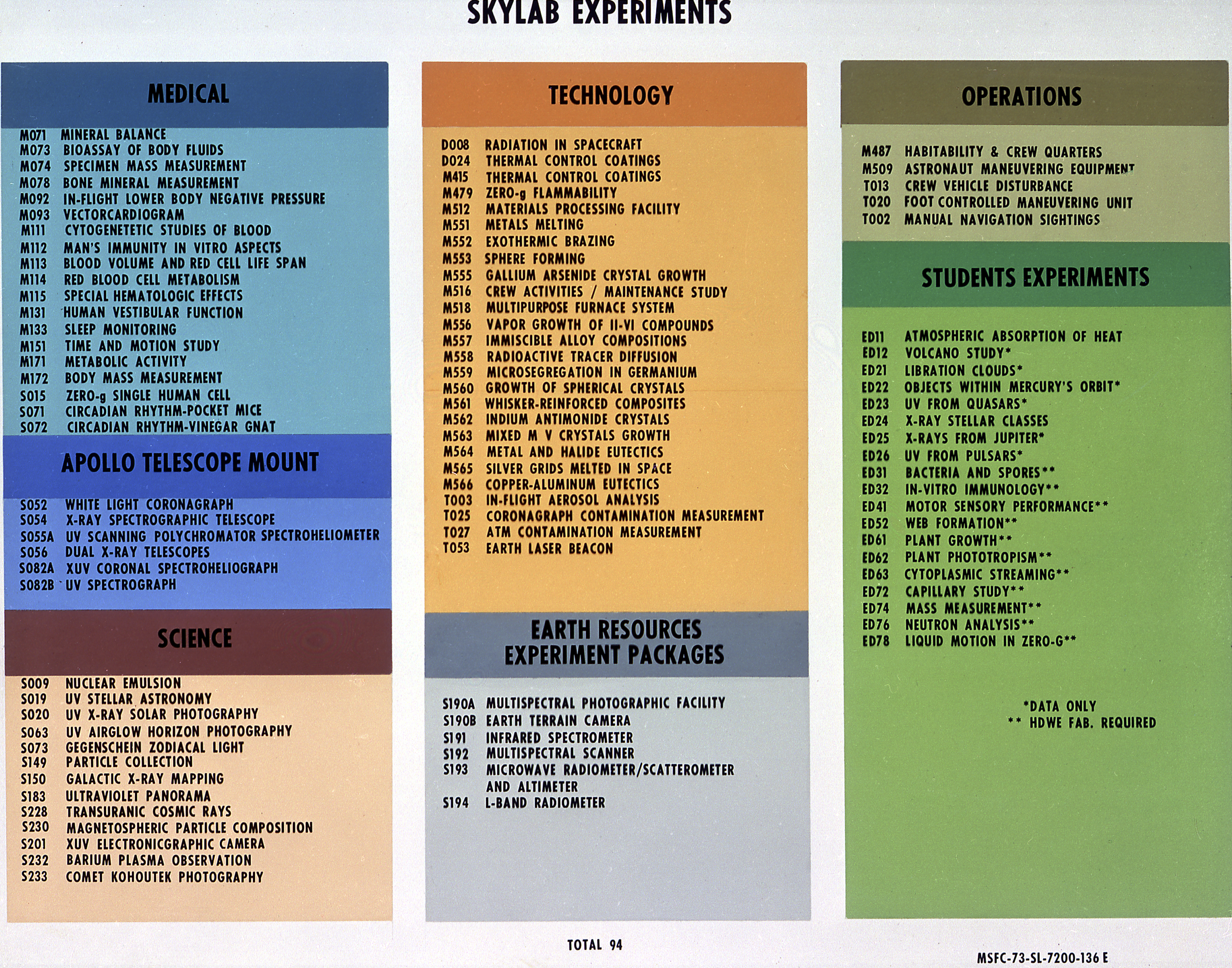
最も有名な実験の概要

右図に、最も有名な実験の概要を示す。スカイラブ3号はこれ以外にも、コホーテク彗星の観測などさらにいくつかの実験を行っている。

## 4号以降の計画

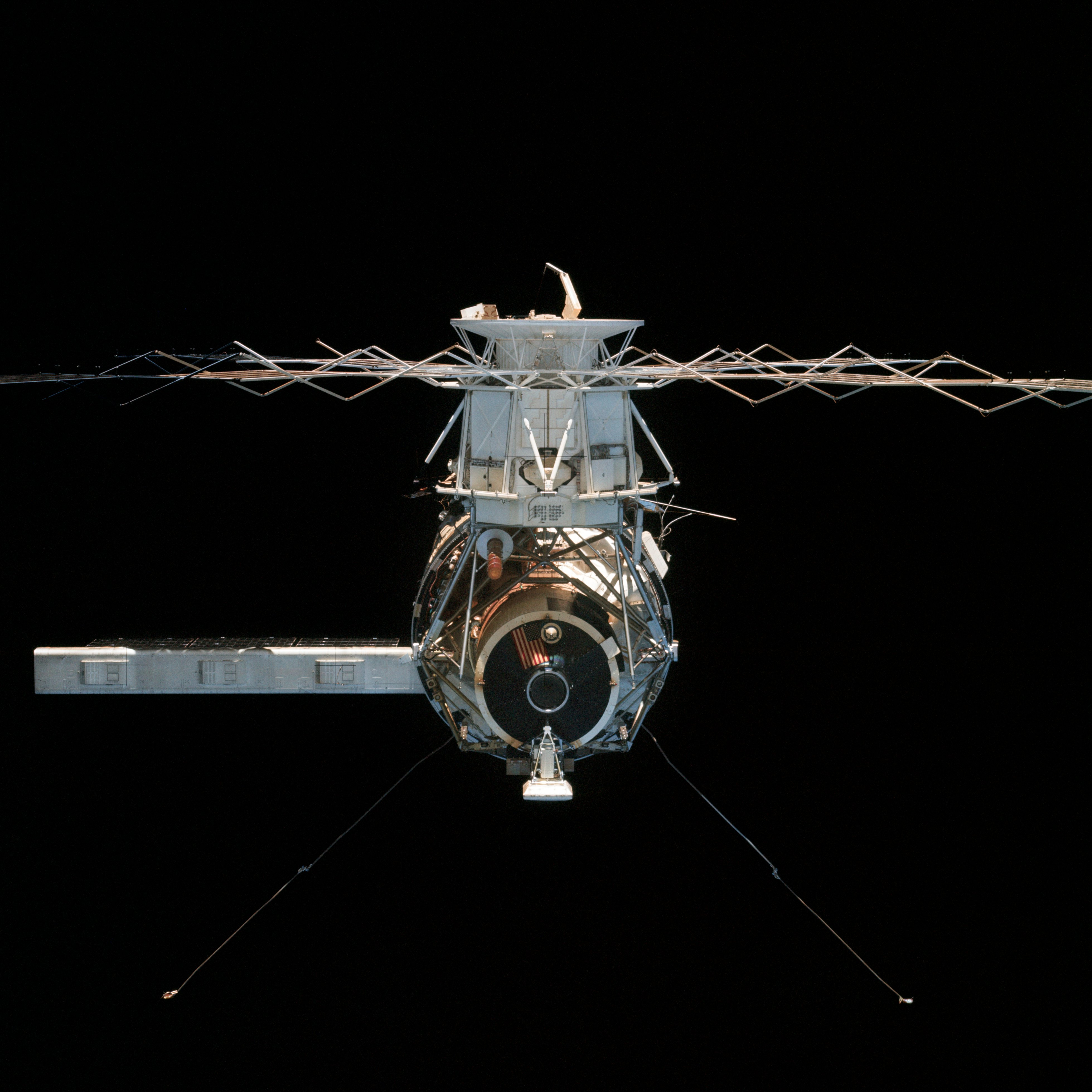
4号から撮影された離れゆくスカイラブ。1974年2月

スカイラブは1974年2月に4号の飛行が終了したのち放棄されたが、いつでも飛行士を受け入れられるよう必要物資はそのままに置かれ、ハッチは閉鎖されなかった。NASAは耐用年数を考慮し、これ以上ラブを利用することについて一切検討することを避けていた:335,361。一方で当時は1979年までにスペースシャトルが運用可能になると依然として信じられていたため、政府は1977年と1978年にスカイラブの再利用について二つの研究を実施した:3-1。1978年9月までは、当局は主要な機器は依然として運用可能であり、安全に飛行士を受け入れることができると考えていた:3-2。そこにはまだ180日工数の水と420日工数の酸素があり、さらに飛行士が補充することもできた。また約600から700日工数の飲料水と420日工数までの食料を貯蔵することが可能だった:2–7。
研究ではスカイラブを再利用することの利点がいくつか挙げられており、ある者はその「長期間の宇宙飛行のための独特な住環境の提供源」:3–11ゆえに「数億ドル」に値する資源と呼んだ:1–13。アポロ計画の終了以降、運用可能なサターン5はもはや入手できなくなったため、その350立方メートルという規模に匹敵するステーションをもう1機建設するためにはシャトルを4機から5機飛ばし、大がかりな宇宙建設を行うことが必要とされた:1-12 to 1-13。スカイラブのサイズはシャトルとスペースラブ:2–8を合わせたものよりもはるかに大きく、いくらか手を施しただけで男女:3–147名までの飛行士:2–31を受け入れ、長期間の宇宙飛行に必要な実験:1–13を行うことが十分可能になり、さらにはレクリエーションのための映画鑑賞用装置を持ち込むことさえできたのである:3–11。
スカイラブ再利用を主張する者たちはまた、ラブを修理し改良することは将来的なステーション建設の際、長期間宇宙環境にさらされることの結果についての情報を提供することになると主張した。再起動させる上での最も深刻な問題は、正しい軌道に復帰させることだった。ジャイロスコープの一つはすでに故障しており:361、姿勢制御装置は燃料を補給する必要があった。それらの問題は、機材を修理したり置きかえたりするためにはEVAが必要とされたが、スカイラブは大がかりな再補給ができるようには設計されていなかった。一方で元々乗組員は予定では限られたメンテナンスだけをすることになっていたものの:34、SL-2では太陽電池板を展開させたり:73–75、SL-4では主冷却パイプを修理するなど、EVAで大がかりな修理をすることに成功していた:317:130:3–21。SL-2の飛行士などはEVAの際、ある装置を彼らの言うところによれば「ハンマーでぶん殴って (hit[ting] it with [a] hammer)」修理をしていた:89。
研究の中にはまた、宇宙建設やメンテナンスの経験を得る機会ということ以上に、スカイラブを再起動させることでスペースシャトルの飛行を他の目的のために解放することが可能になり:1–13、またシャトルを長期飛行用に改造する必要もなくなると主張するものもあった:2-9 to 2-10。また仮にラブが再び有人になることがなかったとしても、ある主張によれば、それは有益な実験基地として機能するとされた:2–61。

### シャトル飛行計画

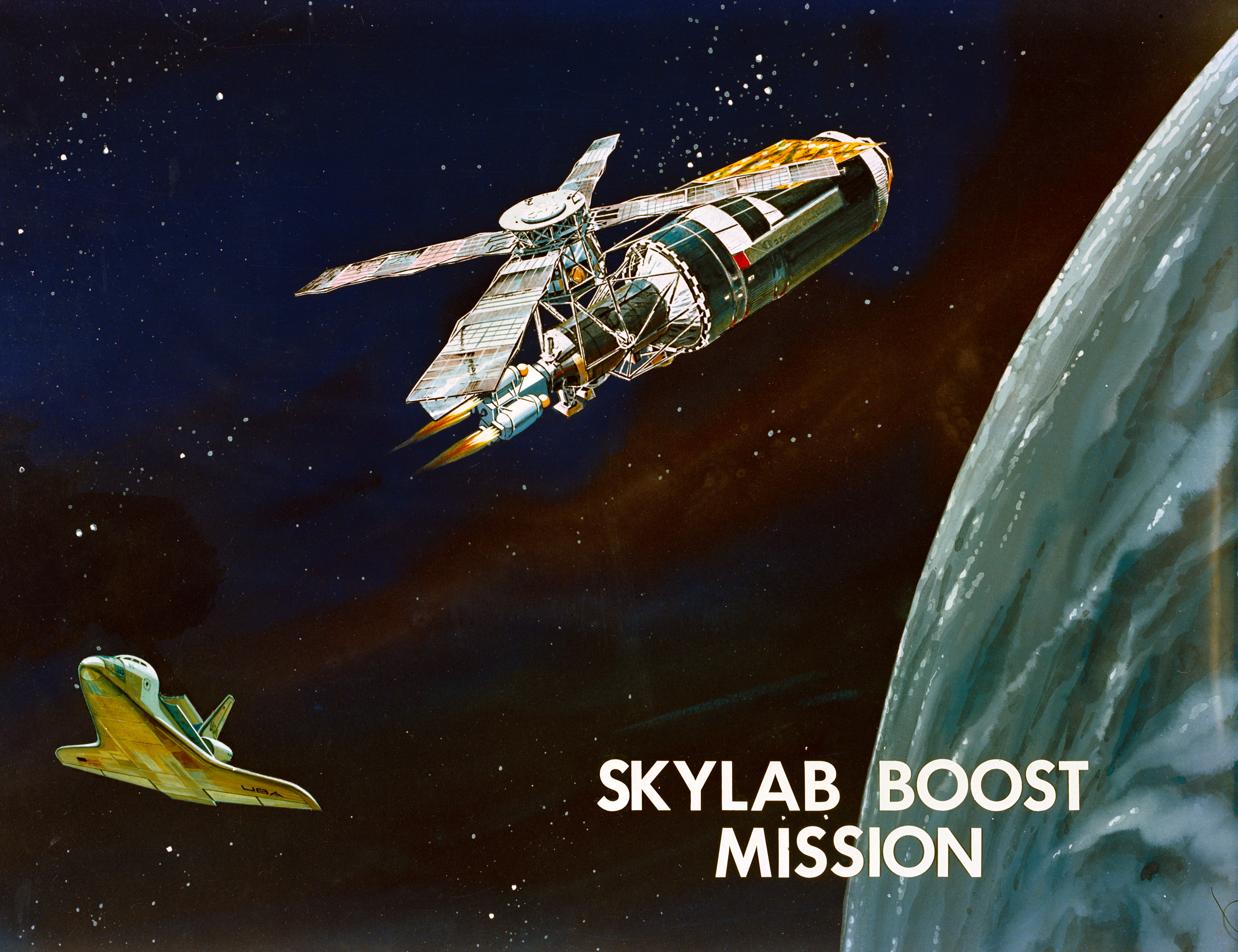
スカイラブによる軌道再上昇の概念図

スカイラブの再起動は、以下の4段階の手順で行われるものと考えられた。：
1. スペースシャトル計画初期の飛行で軌道を上昇させ、運用年数を5年間延長させる。当初はシャトル本体がラブを推進または牽引することになっていたが、飛行士たちを訓練した結果、「遠隔回収装置 (Teleoperator Retrieval System, TRS)」と呼ばれる推進装置を取りつけるほうがより現実味があると判断された。機器の設計は、マーティン・マリエッタ社が2,600万ドルで入札した[19]。TRSはテレビカメラが搭載された遠隔操作式のロケットで、3トンの燃料が積み込まれ[20]、宇宙での建設作業や、シャトルが到達できないような高度にある衛星を補修したり回収するような任務を行うために設計されている。またスカイラブを補修した後も将来的な用途のために軌道上に残り、ラブを軌道から離脱させ大気圏再突入で安全に破壊するために使用することもできた[21]。
2. シャトルの2回の飛行でスカイラブを補修する。1982年1月、第一回目の飛行でドッキング装置を接続し、修理を行う。1983年8月、第二回目の飛行で宇宙飛行士がいくつかの機器を置きかえる。
3. 1984年3月、シャトルの飛行士が太陽電池を電源とする電力拡張機器を取りつけ、科学機器を改装し、アポロ搭載望遠鏡と地球資源実験装置を使用して30日から90日の飛行を行う。
4. 以後5年にわたり、新しい大型のドッキング区画、追加の物資貯蔵区画、宇宙実験室や機材パレット、スペースシャトルの外部燃料タンクを使用した宇宙ドック (波止場) を取りつけるなど、6名から8名の飛行士を収容できるようにするための拡張作業が続けられる。

最初の3つの段階を行うためには、発射コストを含まなかったとしても1980年代当時の貨幣価値で6,000万ドルが必要とされた。

## 軌道離脱後

NASAによる、スカイラブの大気圏再突入位置および破片の最終落下地点を予測した正距円筒図法の地形図

SL-4は1974年にスカイラブから離脱する際、機械船の主エンジンを使用して軌道を10.9キロメートル上昇させた。ラブは近地点433キロメートル、遠地点455キロメートルの待機軌道に残ったが:361、これは1976年から始まる11年間の太陽活動周期を考慮に入れると、少なくとも1980年代初頭には軌道から外れるものと予想されていた:361。NASAはすでに1962年の段階で宇宙ステーションが大気圏に落下する危険性を予測していたが、コストとリスクの関係を考慮し、スカイラブには逆噴射システムを搭載させていなかった:127–129。
1973年にスカイラブを打ち上げたサターン5型ロケットの第二段S-IIは少なくとも2年間軌道上にとどまっていたが、1975年1月11日に大気圏に再突入した。残骸の一部は北大西洋に落下し、その中で最も大きかったのはJ-2ロケットエンジンだったと考えられている。このできごとはマスコミからほとんど注目されず世間の関心を集めることもなかったが、落下の状況はNASAと空軍によって詳しく観測され、スカイラブの落下への対処を進めることと人々に注意を向けさせることの必要性が再認識される一端となった。

### 太陽活動

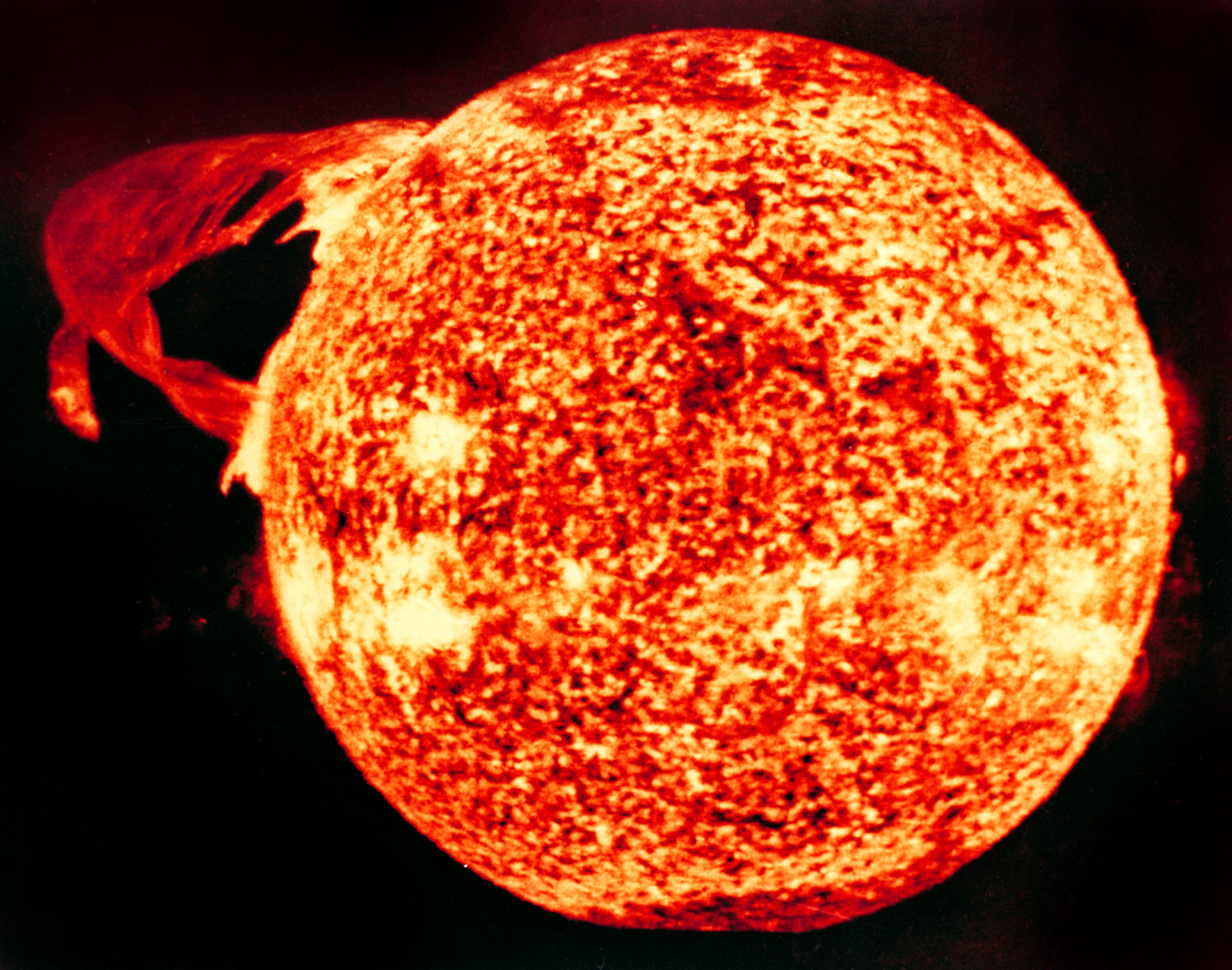
スカイラブがとらえた太陽の姿

イギリスの王立航空機関の数学者デスモンド・キングヘーレ (Desmond King-Hele) は、太陽活動が活発化することによりスカイラブは軌道を外れ地球に激突することになると予測した。NASAは当初これを否定していたが、デスモンドの計算結果を検討した後これを受け入れた。その後太陽活動は予想よりも活発になり:362、その結果地球の大気圏上層部が温められ、スカイラブにかかる空気抵抗が増加した。1977年の終りまでに北アメリカ航空宇宙防衛司令部は、再突入は1979年の半ばごろになると正確に予想していた。アメリカ海洋大気庁の科学者らは、NASAが20世紀で2番目に活発になる太陽黒点の発生周期について不正確なモデルを使用し、1976年に公表された海洋大気庁の予想を無視したことを批判した:362–363。
1978年1月、原子力を電源とするソ連のコスモス954号が大気圏に再突入し放射性物質がカナダ北部に落下したことにより、スカイラブの落下の問題がにわかに注目を浴びることになった。スカイラブは放射性物質は一切使用していなかったが、国務省は宇宙船の残骸が他国に落下することの外交的影響についてNASAに警告した:363。戦争記念研究所 (Battelle Memorial Institute) は25トンにおよぶ金属製の残骸が500以上の破片に分かれ、長さ6,400キロメートル幅1,600キロメートル以上の範囲に落下すると予想した。鉛で裏張りされたフィルムの保管箱などはそのままの状態で、時速120キロメートルで地面に激突する可能性があった。
1978年3月、地上管制室は再びスカイラブとの通信を復活させ、船内の電池を再充電させた。NASAは1978年の一年間を上記シャトル飛行計画の軌道を上昇させる計画の実現に向けて取り組んでおり、TRSもほとんど完成していたのだが、シャトルの発射が間に合わないことが明らかになったため関係機関は同年12月にこの計画を中止した:363–367。スペースシャトル第一号機STS-1が発射されたのは、1981年4月のことであった。またこのとき放棄された案の中には、1機か2機の無人ロケットを使ってTRSを発射するということのほかに、ミサイルでラブを破壊するというものもあった。

### 大気圏再突入
スカイラブの落下は国際的なメディアの関心事となり、Tシャツや帽子が売られ落下の時間や場所が賭けの対象となり、毎晩のニュース番組で取り上げられた。サンフランシスコ・エグザミナー紙は同社のオフィスに最初にスカイラブの破片を持ってきた者に1万ドルの賞金を出すと申し出、ライバル社のサンフランシスコ・クロニクルは同紙の購読者で身体や財産に損害を負った者に20万ドルを出すと言った。NASAはラブの破片がどこかの誰かに当たる確率は152分の1で、それを世界の人口40億人 (当時) で掛けると、誰か特定の人間を直撃する確率は6,000億分の1であると試算した。人口10万人以上の都市に落下する確率は7分の1で、残骸が落ちた国や、あるいは救助を求める者のところに向かわせるための特別チームが待機した。
再突入の数時間前、地上管制は人口密集地帯に落下する危険性を最小限に抑えるべくスカイラブの姿勢を調整した。管制は再突入が1979年7月11日16:37 (UTC) ごろ、ケープタウンの南南西1,300キロメートルで開始するよう狙いを定め:371、空軍は突入の状況を監視できるよう極秘の追跡システムからのデータを提供した。だがNASAの計算に4%のミスがあったため、分解は予想したほど早く始まらず、残骸は西オーストラリア州パースの南西に落下した:371。発見された場所はエスペランスとローリンナ (Rawlinna) の中間で、南緯31度から34度、東経122度から126度、バラドニア (Balladonia) の周辺半径130から150キロメートルの地点であった。住民や航空機のパイロットは大きな残骸が大気圏内で分解したとき、色とりどりの花火のような数十もの光跡が空を横切るのを目撃した。地方公共団体のシュライン・オブ・エスペランス (Shrine of Esperance) は、NASAに対し冗談で400ドルの罰金を科した。この罰金は30年間払われることはなかったが、2009年4月にアメリカの路側放送の司会者スコット・バーレイ (Scott Barley) が彼の朝の番組の視聴者から寄付を募り、NASAの代理として支払われた。

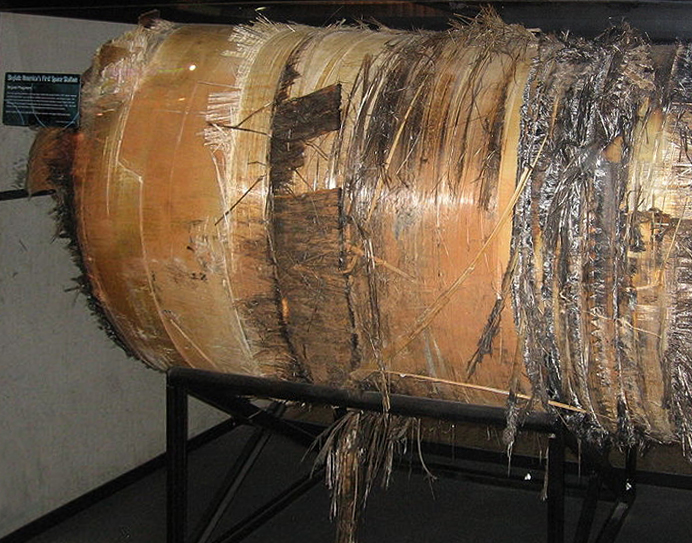
合衆国宇宙ロケットセンターに展示されている、大気圏再突入の後に回収されたスカイラブの残骸

17歳のスタン・ソーントン (Stan Thornton) はエスペランスの彼の自宅で24個の破片を発見し、フィラデルフィアのあるビジネスマンがスタンと彼の両親およびガールフレンドを、エグザミナー紙の賞金を受け取るサンフランシスコまで飛行機で送り届けた:371。1979年度のミス・ユニバースは、主催者にとっては全くの偶然だったが、この数日後の7月20日にパースで開催されることになっており、大会当日には大きな残骸がステージの上に展示された。破片を分析した結果、スカイラブは予想よりもはるかに低い上空10マイルに達するまで分解していなかったことが判明した。
スカイラブの後、NASAはスペースシャトルで宇宙に運ばれ地球に回収される、再使用型の軌道作業室スペースラブに傾注することになった。アメリカの次期宇宙ステーション計画フリーダムは1993年に国際宇宙ステーション計画に統合され、1998年に建設が開始された。シャトル・ミール計画も別に進行し、アメリカの出資により1990年代にスペクトル、プリローダ、ミール・ドッキングモジュールの各区画が建設された。

## 計画されたが実行されなかった飛行

### スカイラブ5号
スカイラブ5号では、ヴァンス・ブランド (Vance Brand、船長)、ウィリアム・B・レノワー (William B. Lenoir、科学飛行士)、ドン・リンド (Don Lind、飛行士) の三名が20日間の短期間の飛行で科学実験を行い、ロケットを使用して機体を高い軌道に乗せることが予定されていた。ブランドとリンドは救出船の本搭乗員でもあり、スカイラブを軌道から離脱させるための訓練も受けていた。

### スカイラブB
スカイラブは実際に打ち上げられたものの他に、飛行可能な状態にあるバックアップ用の第二の機体が計画中に製造されていた。NASAはこれを二番目のステーションとして、1973年5月かそれ以降にスカイラブB (S-IVB 515) という名称で使用することを考えていたが、結局中止になった。スカイラブをもう一機、またサターン5を使って打ち上げるのは多額の費用がかかることであるため、その金をかわりにスペースシャトルの開発に使うことが決定されたのである。バックアップ機は、ワシントンD.C.の国立航空宇宙博物館に展示されている。

## 訓練用模型
飛行士の訓練のために使用された実物大の模型は、テキサス州ヒューストンにあるジョンソン宇宙センターの訪問者センターに展示されている。またアラバマ州ハンツビルの合衆国宇宙ロケットセンターにももう一機の実物大訓練用模型があり、元は室内に展示されていたが、他の展示物のスペースを確保するため数年間屋外に置かれていた。その後2013年、スカイラブの飛行40周年を記念し、訓練機の軌道作業室の部分が修復されデヴィッドソンセンターに移された。スカイラブBは1975年、NASAから国立航空宇宙博物館に移転された。1976年から同博物館の宇宙ホールで展示されている間、見学者が居住区画の中を歩いて通れるよう軌道実験室部分はわずかに改良が施された。

## 飛行番号
有人のスカイラブの飛行番号は、いささか混乱を招くものである。元々は無人の本体の発射からそれに続く3回の有人飛行には、SL-1からSL-4までの番号が与えられていた。有人飛行の準備をしている間、SLM-1からSLM-3という、その飛行だけのための異なる計画を持ついくつかの文書が作られた。SL-4の飛行士ウイリアム・ポーグはSL-2の船長ピート・コンラッドに、スカイラブの記章にはどの計画名を使うべきかを飛行主任に聞いてもらうよう頼み、飛行士たちは2-3-4ではなく、1-2-3を使用するように伝えられた。NASAの上層部がこの指示を撤回しようとしたときはすでに手遅れで、すべての作業着は製造され1-2-3の記章が貼られたものが届けられていた。
| 飛行                       | 記章 | 船長                       | 科学飛行士                 | 飛行士                     | 発射日時                    | 帰還日時                   | 飛行期間 (日) |
| -------------------------- | ---- | -------------------------- | -------------------------- | -------------------------- | --------------------------- | -------------------------- | ------------- |
| スカイラブ1号 SL-1         |      | ステーション本体の無人発射 | ステーション本体の無人発射 | ステーション本体の無人発射 | 1973年5月14日 17:30:00 UTC  | 1979年7月11日 16:37:00 UTC | 2248.96       |
| スカイラブ2号 SL-2 (SLM-1) |      | ピート・コンラッド         | ジョセフ・ カーウィン      | P. ワイツ                  | 1973年5月25日 13:00:00 UTC  | 1973年6月22日 13:49:48 UTC | 28.03         |
| スカイラブ3号 SL-3 (SLM-2) |      | アラン・ビーン             | オーウェン・ ギャリオット  | ジャック・ルーズマ         | 1973年7月28日 11:10:50 UTC  | 1973年9月25日 22:19:51 UTC | 59.46         |
| スカイラブ4号 SL-4 (SLM-3) |      | ジェラルド・カー           | エドワード・ギブソン       | ウイリアム・ポーグ         | 1973年11月16日 14:01:23 UTC | 1974年2月8日 15:16:53 UTC  | 84.04         |

## 計画の費用
1966年から1974年にかけてスカイラブ計画にかかった費用の総額は22億ドルで、2010年度の貨幣価値に換算すると100億ドルになる。また3人組の飛行士がトータルで510人日を宇宙で費やし、飛行士の一日当たりの労務単価は2010年度換算で約2,000万ドルになる。一方で現行の国際宇宙ステーションは750万ドルである。

## 写真

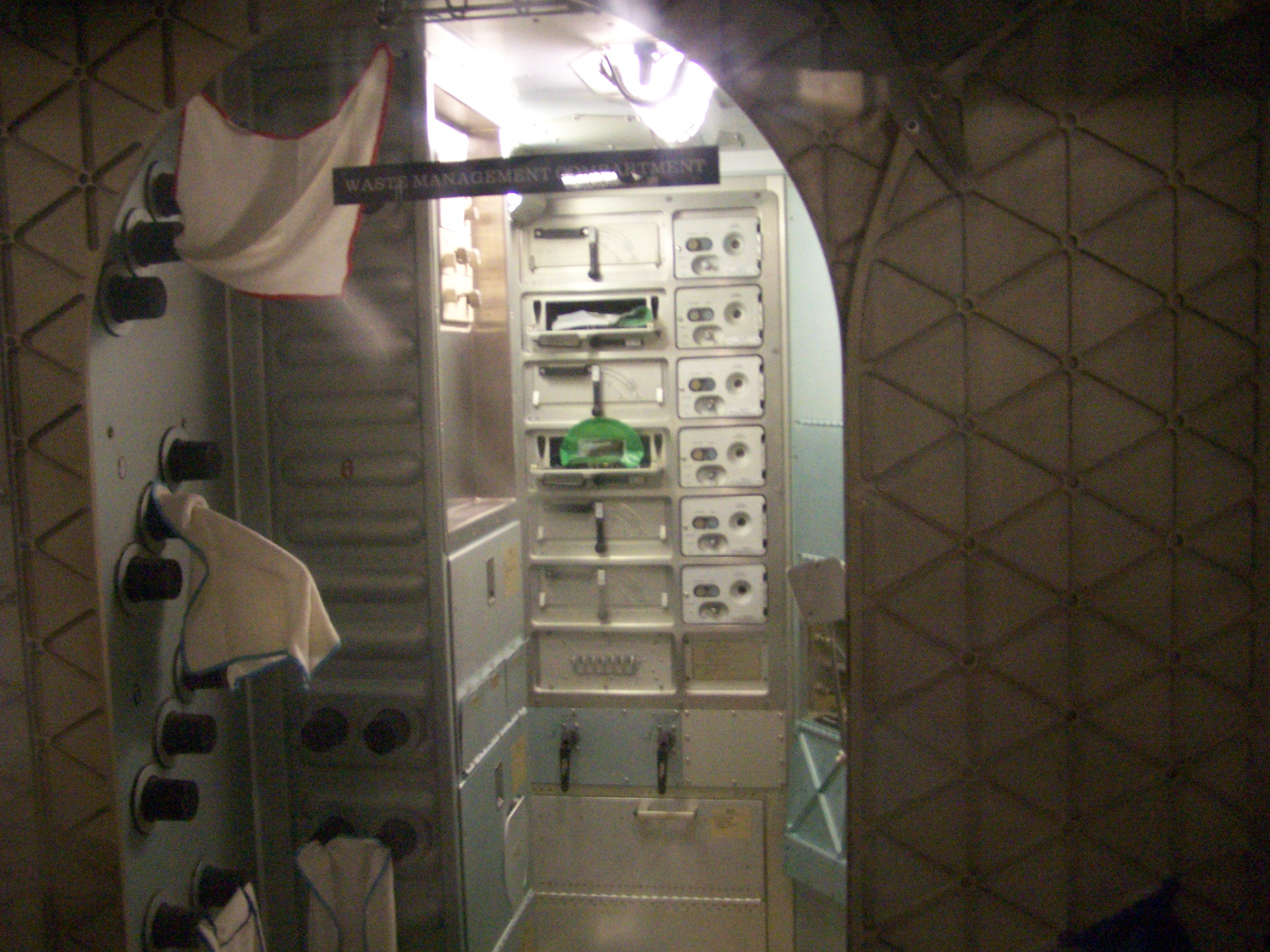
国立航空宇宙博物館のスカイラブBの中にあるゴミ処理機
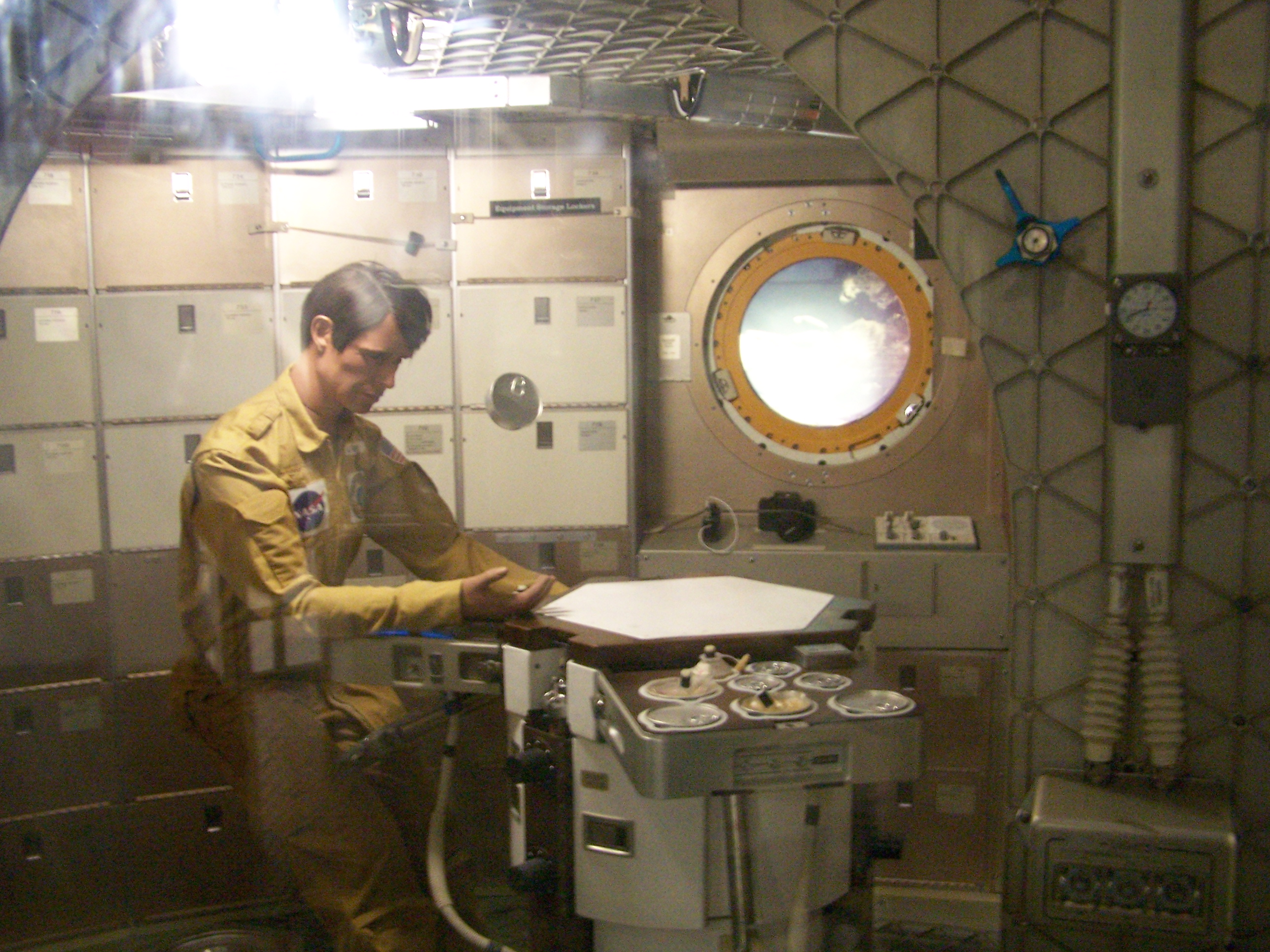
船内で食事を取る宇宙飛行士のマネキン人形。スミソニアン国立航空宇宙博物館
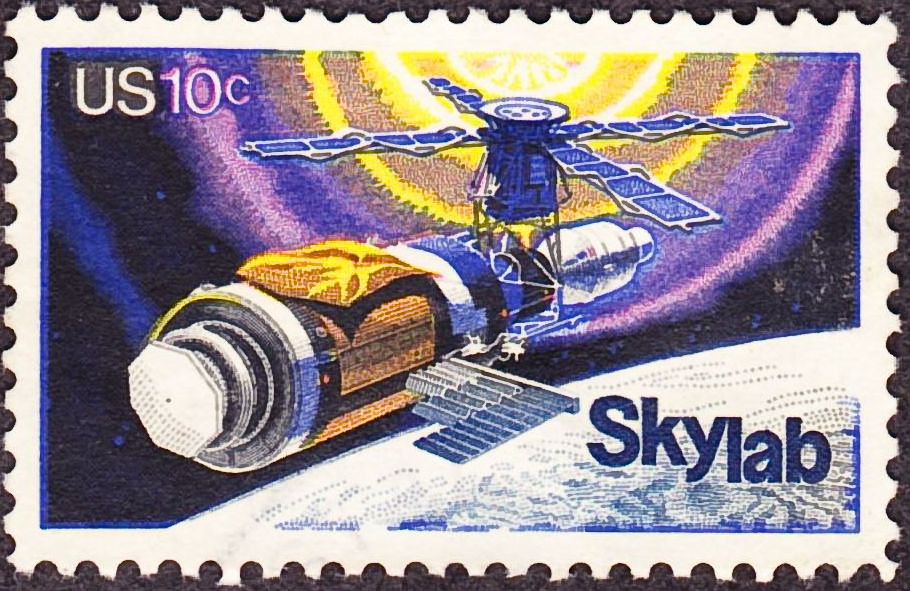
1974年発行のスカイラブ記念切手。傘型の日よけなどの第一回の修復が描かれている。
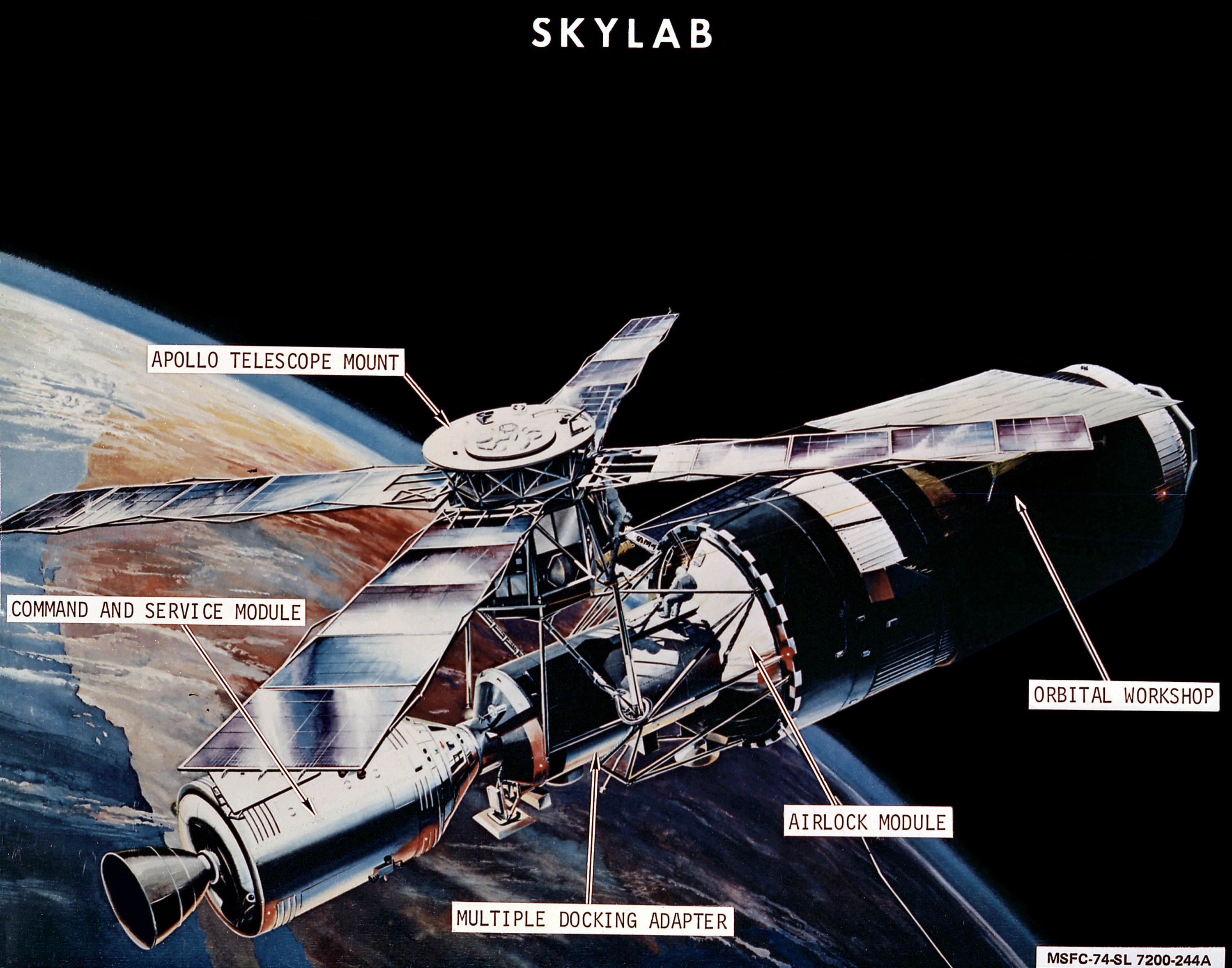
アポロ司令・機械船とドッキングしたスカイラブの概念図
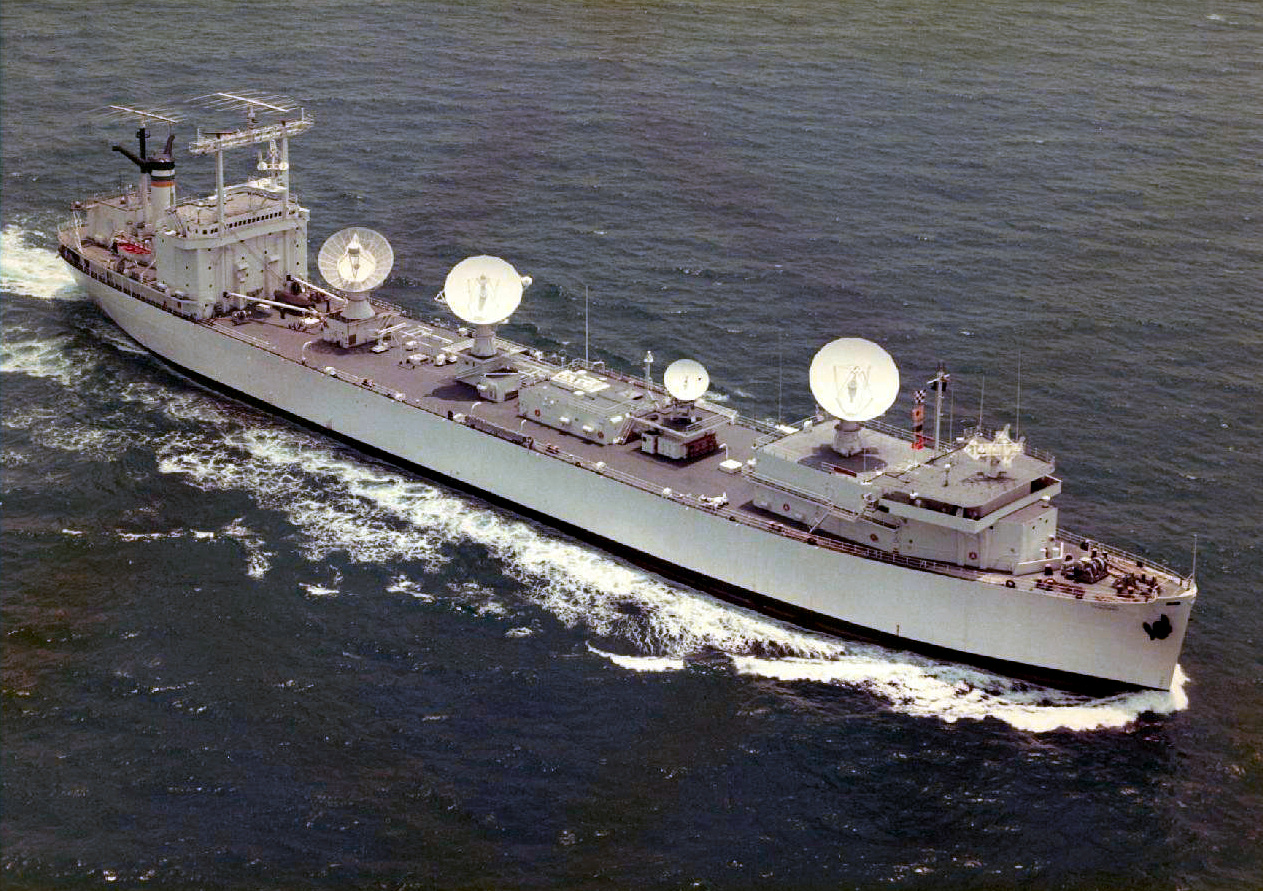
スカイラブ追跡船として航行していると思われるバンガード (T-AGM-19)。追跡レーダーや遠隔操作アンテナが見える。
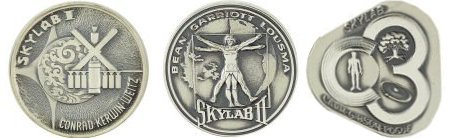
スカイラブ計画のために発行されたロビンメダル

## 参照
- サリュート
- スカイラブ医療実験高度試験（英語版）
- スカイラブ2（英語版） (提案された宇宙ステーション)
- 着水（英語版）

## 参考資料
- SKYLAB: A CHRONOLOGY by Roland W. Newkirk and Ivan D. Ertel with Courtney G. Brooks (NASA SP-4011 1977)
- SP-402 A New Sun: The Solar Results from Skylab
- Skylab Mission Evaluation - NASA report (PDF format)
- Skylab Reactivation Mission Report 1980 - NASA report (PDF format)

### NASA
- NASA History Series Publications (many of which are on-line)
  - EP-107 Skylab, a guidebook (1973) 1
  - SP-4011 Skylab, a Chronology (1977) 1
  - SP-4208 Living and Working in Space: A History of Skylab (1983)
  - SP-400 Skylab, Our First Space Station (1977)
  - SP-401 Skylab, Classroom in Space (1977)
  - SP-399 Skylab EREP Investigations Summary (1978)
  - SP-402 A New Sun: Solar Results from Skylab (1979)
  - SP-404 Skylab's Skylab's Astronomy and Space Sciences (1979)
- Skylab: Four Rooms Earth View - NASA Educational Film - YouTube
- Airlock Module under construction (1971) (Medium)
- Airlock and Docking Module together (1972) (Medium)
- Skylab Crew Quarters Illustration
- Apollo (in foreground) and Skylab space food (M487)

### 外部機関
- eoPortal: Skylab
- Historic Spacecraft: Skylab
- Skylab reboost module
- Skylab Reentry (Chapter 9 of SP-4208)
- Skylab cutaway drawing from Encyclopædia Britannica
- Cutaway line drawing of Skylab - ウェイバックマシン（2009年1月31日アーカイブ分）
- Skylab "Christmas tree"